# Jesús Juan Villar Alvarado
Jesús Juan Villar Alvarado (Laredo, Cantabrie, 1879 – Ajdir, Maroc, 1922) est un militaire espagnol, l’un des protagonistes de la débâcle militaire espagnole d’Anoual, dans le Rif, à l’été 1921.
Après un parcours en métropole, Jesús Villar reçut une affectation comme commandant de forces supplétives dans le Maroc espagnol. Il participa activement à la vaste offensive éclair du général Silvestre dans la partie orientale du protectorat en 1920 et 1921, avant d’être chargé début juin 1921 d’effectuer une nouvelle et audacieuse percée vers l’ouest, en installant un camp retranché sur le mont Dhar Ubarran. Cette nouvelle position fut aussitôt attaquée et reprise le jour même par des milices rifaines, revers qui servit d’amorce à la subséquente débâcle espagnole, où les positions se mirent à tomber une à une au cours des semaines suivantes. Quand la base d’Anoual, cheville ouvrière du dispositif militaire espagnol dans la zone nouvellement conquise, dut être évacuée à son tour fin juillet 1921, Jesús Villar faisait partie de la colonne de retraite, dont le périple, repli après repli, se termina dans le fort de Mont-Arouit, où elle soutint un siège implacable par une harka rifaine locale. Le 8 août 1921, il quitta le fort pour entamer des pourparlers de reddition avec les chefs rifains. Il échappa au massacre qui suivit la capitulation espagnole, mais, fait prisonnier, fut exécuté en janvier 1922 sur ordre d’Abdelkrim.

## Biographie

### Formation et débuts dans la carrière militaire
Jesús Villar suivit à partir de 1895 une formation militaire à l’Académie de cavalerie, dont il sortit diplômé en mars 1897 avec le grade de sous-lieutenant. En septembre 1906, il fut versé dans le régiment de lanciers Borbón stationné à Burgos et fut promu capitaine en décembre 1909 par effet d’ancienneté. Marié depuis février 1910, il n’eut pas d’enfants.
En juillet 1913, il s’inscrivit à l’École supérieure de guerre, et accomplit ses stages pratiques d’abord à Saint-Sébastien, ensuite à Melilla, dans le Maroc espagnol. En octobre de l’année suivante, il reçut une affectation dans le régiment de chasseurs Alcántara no 14, caserné dans le fort de Mont-Arouit, situé dans la zone de la comandancia de Melilla (partie orientale du protectorat). En juin 1919, il fut promu commandant et muté vers le corps de Regulares Melilla no 2, avant d’être désigné commandant en chef de la Police indigène pour le secteur du Kert.
Il joua un rôle actif dans la fulgurante avancée espagnole vers l’ouest effectuée par le général Silvestre pendant l’été 1921 et l’hiver 1920-1921. En particulier, placé à la tête de sa colonne, il s’empara le 16 février 1921 de la position de Dahar Buiyan, dans la kabila de Tensamane, sans coup férir grâce à la disposition politique favorable des Tensamane et des Beni Touzine. En mars de la même année, Villar, dont la personnalité plus ardente et désinvolte plaisait davantage à Silvestre, fut appelé à remplacer le colonel Morales au poste d’agent de contact avec les chefs autochtones. Morales en effet s’était montré plus réticent vis-à-vis des percées de Silvestre, qu’il jugeait téméraires et qui lui causaient de l’inquiétude,.

### Bataille d’Anoual

#### Occupation et perte du mont Dhar Ubarran
La conquête du morne de Dhar Ubarran, situé dans la kabila de Tensamane, non loin de la baie d’Al Hoceïma et donc du fief d’Abdelkrim, fut décidée lors d’une réunion convoquée le 28 mai 1921, à laquelle assistait aussi Villar, et ce en dépit du désaccord de plusieurs membres de l’état-major de Melilla, dont le général Morales, le colonel Tamarit et le lieutenant-colonel Dávila. À l’issue de la réunion, Silvestre se lamenta de ne pas disposer d’« officiers aussi à la hauteur que lui le désirerait » pour mener à bien ce type d’opération, sur quoi Morales proposa Villar pour l’exécuter. Après convocation, celui-ci se déclara disposé à endosser la mission, le tout sous le sceau du secret,.
Le 29 mai, Villar, missionné par Silvestre de reconnaître le terrain,, parcourut à plusieurs reprises la zone concernée en compagnie d’un capitaine. À cette occasion, il se persuada des commodités militaires du secteur et, en s’appuyant uniquement sur les assurances des chefs rifains alliés, de la loyauté des Temsamane, lesquels auraient même « demandé l’avancée sur Dhar Ubarran » ; cependant, les chefs Temsamane devaient bientôt se dédire auprès de Villar et lui déconseiller de jamais planter le drapeau espagnol sur le Dhar Ubarran. Villar ne soupçonna d’abord pas l’existence de la harka (milice rifaine) installée sur le Yub el-Kama, hauteur proche de Dhar Ubarran, et composée d’environ 3 000 combattants à pied et à cheval, originaires de la kabila hostile de Beni Ouriaghel,,,. D’autres informateurs avertissaient Villar que « le lieu indiqué n’était pas un lieu propice, car il était dépourvu d’eau, qu’il avait un sol meuble et sans pierres pour construire un bon mur de défense, et qu’en plus, il y avait des renseignements selon lesquels il y avait une harka nombreuse qui se cachait dans les environs ». Ce nonobstant, Jesús Villar envoya au terme de sa tournée d’information un message à Silvestre portant que « les indigènes désiraient l’avancée de Votre Excellence » et proposa d’effectuer l’opération le 1er juin suivant.
Villar, placé à la tête de la colonne chargée de s’emparer de Dhar Ubarran et d’y établir une nouvelle redoute, sortit le 1er juin 1921 à minuit et demi du camp de Dahar Buiyan, proche d’Anoual. Sa colonne se composait de 1 461 hommes et de 485 chevaux et mulets, et l’avant-garde était assurée par trois unités de Police indigène,,,,,, — effectifs toutefois insuffisants compte tenu que la harka ouriaghel comprenait environ 3 000 hommes.
Le flanc sud de la nouvelle redoute donnait sur une pente fort escarpée, qui était garnie à quelque distance d’épaisses broussailles permettant (selon la déposition d’un policier indigène) de s’approcher sans être vu, mais qui, selon Villar, garantissait une protection suffisante, rendant superflue la construction d’un parapet. Les clôtures de fils barbelés, disposées à 30 m, étaient soutenues par des pieux faciles à arracher car fixés dans un sol trop meuble,,.
À onze heures du matin, après achèvement des travaux de fortification, Villar, à la tête d’une colonne d’un millier d’hommes, prit le chemin de retour, en laissant dans la nouvelle redoute, sous le commandement du capitaine Salafranca, une garnison de 250 hommes, dont seuls 50 étaient Espagnols, et à laquelle s’était jointe la harka « amie » de Tensamane. Prudemment, car pressentant une embuscade, il emprunta un itinéraire détourné, autre que pour l’aller, et accéléra l’allure parmi les ravines, pour finir quasiment au pas de course,. Peu après que la colonne eut franchi en sens inverse le fleuve Amekrane, vers une heure de l’après-midi, des rafales de mitrailleuses se firent entendre, début de l’assaut lancé par les harkis sur la redoute, auquel les défenseurs ripostèrent par des coups de canon. Cependant, Villar poursuivit sa marche vers Anoual, tandis que Salafranca informait que la redoute était encerclée,. Villar, bien que pouvant entendre les déflagrations, ne se porta pas au secours de la position, ce qu’il justifia en arguant qu’ils n’auraient pu arriver à la redoute qu’à la nuit tombée et ne manqueraient pas alors de tomber dans une embuscade. Aucune colonne de secours ne fut dépêchée d’Anoual, probablement dans la croyance que la garnison serait à même de repousser l’attaque rifaine par ses propres moyens. La reconquête par les Rifains de Dhar Ubarran fut l’amorce de la débâcle des troupes espagnoles au cours des semaines suivantes.

#### Siège d’Ighriben
Jesús Villar, en tant que commandant en chef de la redoute de Dahar Buiyan, prit part à plusieurs reprises aux tentatives (infructueuses) de briser le siège rifain d’Ighriben, camp fortifié espagnol faisant partie du réseau de positions militaires autour d’Anoual. En particulier, il était chargé, à l’aide de ses troupes de la Police indigène, de sécuriser la hauteur stratégique appelée Colline-aux-Arbres, qui était également sous les assauts des Rifains.
Le 21 juillet 1921, en vue d’une ultime tentative de sauvetage, et afin de permettre la retraite de la garnison d’Ighriben, un convoi fut mis sur pied composé de trois colonnes, totalisant presque trois mille hommes, et placé sous le commandement suprême du colonel Manella, récemment nommé commandant en chef de la circonscription d’Anoual. Les trois colonnes (de gauche, centrale et de droite, commandées respectivement par Morales, Villar et le colonel Javier Manella), outre une de réserve, devaient avancer de manière coordonnée jusqu’à Ighriben,,. La retraite de la garnison d’Ighriben, effectuée d’abord sous la forme d’un départ en règle, dégénéra bientôt en débandade sous le feu des Rifains. Des 247 hommes de la garnison, seuls 36 survécurent, dont 11 (ou 12, 16 voire 36, selon d’autres calculs) parvinrent jusqu’à Anoual,, très éprouvés physiquement et mentalement, après des semaines de siège. Le repli des colonnes de secours se passa aussi de façon désordonnée, malgré les tentatives des officiers de restaurer l’ordre. En outre, les désertions de supplétifs furent ce jour-là massives,.

#### Retraite d’Anoual
Le camp de base d’Anoual étant menacé à son tour, Silvestre convoqua le 21 juillet dans la soirée un conseil de guerre dans sa tente, le troisième en un peu plus de deux heures, auquel assistèrent notamment Morales (de la Police indigène), Manella (du régiment Alcántara) et Villar. Après l’exposé de Silvestre, où il avait plaidé pour la retraite de la garnison d’Anoual vers une position située plus à l’est, et alors que le débat était engagé sur l’opportunité d’un tel repli, un officier (peut-être Villar) vint soudainement informer qu’on apercevait « de nombreuses forces ennemies, se présentant en formation de cinq colonnes, chacune de plus de 2 000 hommes, à la manière des Regulares, dévalant de la Colline-aux-Arbres », forces dont la vue fit grande impression et allait faire pencher l’opinion en faveur de la retraite sur la ligne Ben Taïeb-Beni Saïd,,,,.
Jesús Villar faisait partie de la colonne qui, partie du camp d’Anoual le 22 juillet 1921 à l’aube, se replia sur Ben Taïeb. Il se trouvait dans les rangs de l’état-major, très diminué, de Silvestre, qui faisait office d’ultime arrière-garde de la colonne de retraite. Le reste de l’arrière-garde se déplaçait en colonne par quatre, et subissait un feu de revers très intense, qui lui causait de fortes pertes et finit par la désorganiser. À l’entrée du ravin d’Issoumar, long et étroit défilé s’étirant entre Anoual et Ben Taïeb, Villar et un officier de Police indigène tentèrent en vain de contenir la débandade des troupes espagnoles, et en particulier d’empêcher les policiers indigènes de se débarrasser de leurs insignes avant de passer en masse à la harka rifaine,.
La colonne de retraite, désormais sous le commandement du général Navarro, se replia sur Driouch le 23 juillet 1921. À l’encontre des consignes de Berenguer, Navarro envisagea de se retirer plus à l’est encore, sur Batel, où il disposerait de lignes de communication sûres avec Melilla, et où sa présence obligerait les kabilas soumises à adopter une attitude expectative, sans rien faire pour entraver l’avancée des troupes de renfort, à l’aide desquelles Navarro pourrait ensuite aisément récupérer Driouch. Ce point de vue était corroboré par les incessantes prédictions de Villar, réputé le meilleur expert sur place en matière politique, selon qui la harka rifaine serait à Melilla dans 14 ou 16 jours,,, et qu’il y aurait alors davantage encore de défections.

#### Capitulation à Mont-Arouit
Lors du siège implacable mis par les Rifains devant le fort de Mont-Arouit, dernière étape de la retraite de la colonne espagnole, Jesús Villar fut missionné par Navarro pour parlementer avec les chefs rifains. Il ne devait plus paraître pendant plusieurs jours, mais faisait parvenir des messages écrits optimistes encourageant à la reddition,, dont le dernier, envoyé tôt dans l’après-midi le jour de la capitulation, était ainsi conçu : « Voilà les chefs, présidés par Ben Chellal ; ils sont bien disposés ; vous pouvez vous fier à eux. À Nador, le respect des chrétiens a été professé. », La capitulation finalement acceptée par Navarro, l’évacuation du fort fut entamée, par la remise des armes, conformément au pacte de reddition,,,. Malgré les promesses des assaillants, la garnison espagnole fut passée par les armes, massacre dont peu réchappèrent,,,,,,.
Fait prisonnier, Jesús Villar fut envoyé à Ajdir, dans le fief d’Abdelkrim, en même temps que d’autres officiers espagnols, dont Navarro lui-même. Selon sa feuille de service, il aurait été « assassiné par les Maures » et fut noté comme « perte par décès » dans les registres de l’armée en septembre 1922. Selon un auteur, Villar avait été fusillé le 12 janvier 1922, sur ordre d’Abdelkrim, en représailles des nombreux morts que celui-ci avait eu à subir lors de la reconquête espagnole de Driouch et pour faire pression sur le gouvernement espagnol. Ses restes furent exhumés en mai 1926 après la reconquête espagnole et transférés au Panthéon des héros dans le cimetière de Melilla. Une rue de sa ville natale de Laredo a été baptisée à son nom.